# Cuculluna
Cuculluna är ett släkte av fjärilar. Cuculluna ingår i familjen nattflyn.
Kladogram enligt Catalogue of Life:
| Cuculluna | \| \| Cuculluna cristagalli \| \| \| \| \| \| Cuculluna haywardi \| \| \| \| |
|           | \| \| Cuculluna cristagalli \| \| \| \| \| \| Cuculluna haywardi \| \| \| \| |
|           | Cuculluna cristagalli                                                        |
|           |                                                                              |
|           | Cuculluna haywardi                                                           |
|           |                                                                              |